# Чику Банза
Франси́шку Гонса́лвеш Сакалу́мбу (порт. Francisco Gonçalves Sacalumbo; род. 17 декабря 1998, Уамбо), также известный как Чику Банза или просто Чику — ангольский футболист, нападающий клуба «Неа Саламина».

## Клубная карьера
Начал заниматься футболом в школе клуба «Атлетику Петролеош» из его родного города. В 2017 году после успешного выступления на турнире в Тулоне, где Чику забил четыре мяча и стал лучшим бомбардиром, он привлёк внимание селекционеров нескольких клубов, в результате чего переехал в португальский «Лейшойнш», где стал выступать за вторую команду в одной из любительских лиг страны. 18 марта 2018 года дебютировал за основную команду в матче второй лиги против второй команды лиссабонского «Спортинга». Анголец вышел в стартовом составе и в середине второго тайма был заменён на Рикардо Барроша.
В ноябре 2018 года перебрался в «Маритиму», выступающий в Примейре, где стал частью молодёжной команды клуба. Единственный матч за основную команду в чемпионате Португалии провёл 22 апреля 2019 года. В гостевой встрече с «Бенфикой» Чику на 61-й минуте при счёте 0:2 в пользу соперника вышел на поле вместо аргентинца Ландро Барреры, отметившись на 81-й минуте жёлтой карточкой.
15 сентября 2020 года переехал на Кипр, подписав с клубом «Неа Саламина» контракт, рассчитанный на 3 года. Первую игру в красно-белой футболке провёл 24 октября в игре с «Аполлоном», появившись на 74-й минуте на поле вместо Теодосиса Сьятаса.

## Карьера в сборной
Выступал за молодёжную сборную Анголы. В 2017 году в её составе принимал участие на международном турнире в Тулоне. На групповом этапе принял участие в трёх играх, в которых забил четыре гола: один в ворота Японии и хет-трик в матче с Кубой. Ангола заняла второе место в группе, уступив только будущим победителям турнира — сборной Англии. Чику Банза с четырьмя мячами стал лучшим бомбардиром турнира наряду с Харви Барнсом и Джорджем Херстом.
В 2018 году был вызван в национальную сборную Анголы для участие в Кубке КОСАФА в ЮАР. В первом матче группового этапа с Ботсваной Чику дебютировал в составе сборной, выйдя на замену после перерыва. Он принял участие и в остальных матчах группового этапа с Маврикием и Малави, но результативными действиями не отметился.

## Статистика выступлений

### Клубная статистика
| Выступление      | Выступление      | Выступление      | Лига | Лига | Кубки | Кубки | Конт.кубки | Конт.кубки | Итого | Итого |
| Клуб             | Лига             | Сезон            | Игры | Голы | Игры  | Голы  | Игры       | Голы       | Игры  | Голы  |
| ---------------- | ---------------- | ---------------- | ---- | ---- | ----- | ----- | ---------- | ---------- | ----- | ----- |
| Лейшойнш         | Сегунда лига     | 2017/18          | 4    | 0    | 0     | 0     | 0          | 0          | 4     | 0     |
| Лейшойнш         | Сегунда лига     | 2018/19          | 1    | 0    | 0     | 0     | 0          | 0          | 1     | 0     |
| Лейшойнш         | Итого            | Итого            | 5    | 0    | 0     | 0     | 0          | 0          | 5     | 0     |
| Маритиму         | Примейра лига    | 2018/19          | 1    | 0    | 0     | 0     | 0          | 0          | 1     | 0     |
| Маритиму         | Примейра лига    | 2019/20          | 0    | 0    | 0     | 0     | 0          | 0          | 0     | 0     |
| Маритиму         | Итого            | Итого            | 1    | 0    | 0     | 0     | 0          | 0          | 1     | 0     |
| Неа Саламина     | Дивизион А       | 2020/21          | 2    | 0    | 0     | 0     | 0          | 0          | 2     | 0     |
| Неа Саламина     | Итого            | Итого            | 2    | 0    | 0     | 0     | 0          | 0          | 2     | 0     |
| Всего за карьеру | Всего за карьеру | Всего за карьеру | 8    | 0    | 0     | 0     | 0          | 0          | 8     | 0     |

### В сборной
| Матчи и голы Чику Банзы за национальную сборную Анголы | Матчи и голы Чику Банзы за национальную сборную Анголы | Матчи и голы Чику Банзы за национальную сборную Анголы | Матчи и голы Чику Банзы за национальную сборную Анголы | Матчи и голы Чику Банзы за национальную сборную Анголы | Матчи и голы Чику Банзы за национальную сборную Анголы |
| №                                                      | Дата                                                   | Оппонент                                               | Счёт                                                   | Голы                                                   | Соревнование                                           |
| ------------------------------------------------------ | ------------------------------------------------------ | ------------------------------------------------------ | ------------------------------------------------------ | ------------------------------------------------------ | ------------------------------------------------------ |
| 1                                                      | 28 мая 2018                                            | Ботсвана                                               | 1:2                                                    | 0                                                      | Кубок КОСАФА 2018                                      |
| 2                                                      | 30 мая 2018                                            | Маврикий                                               | 1:0                                                    | 0                                                      | Кубок КОСАФА 2018                                      |
| 3                                                      | 1 июня 2018                                            | Малави                                                 | 0:0                                                    | 0                                                      | Кубок КОСАФА 2018                                      |

Итого:3 матча и 0 голов; 1 победа, 1 ничья, 1 поражение.